# Ринконада (комуна)
Ринконада (ісп. Rinconada) — місто в Чилі. Адміністративний центр однойменної комуни. Населення міста - 5727 чоловік (2002). Місто і комуна входить до складу провінції Лос-Андес та регіону Вальпараїсо.
Територія — 122,5 км². Чисельність населення - 10 207 мешканців (2017). Щільність населення - 89,3 чол./км².

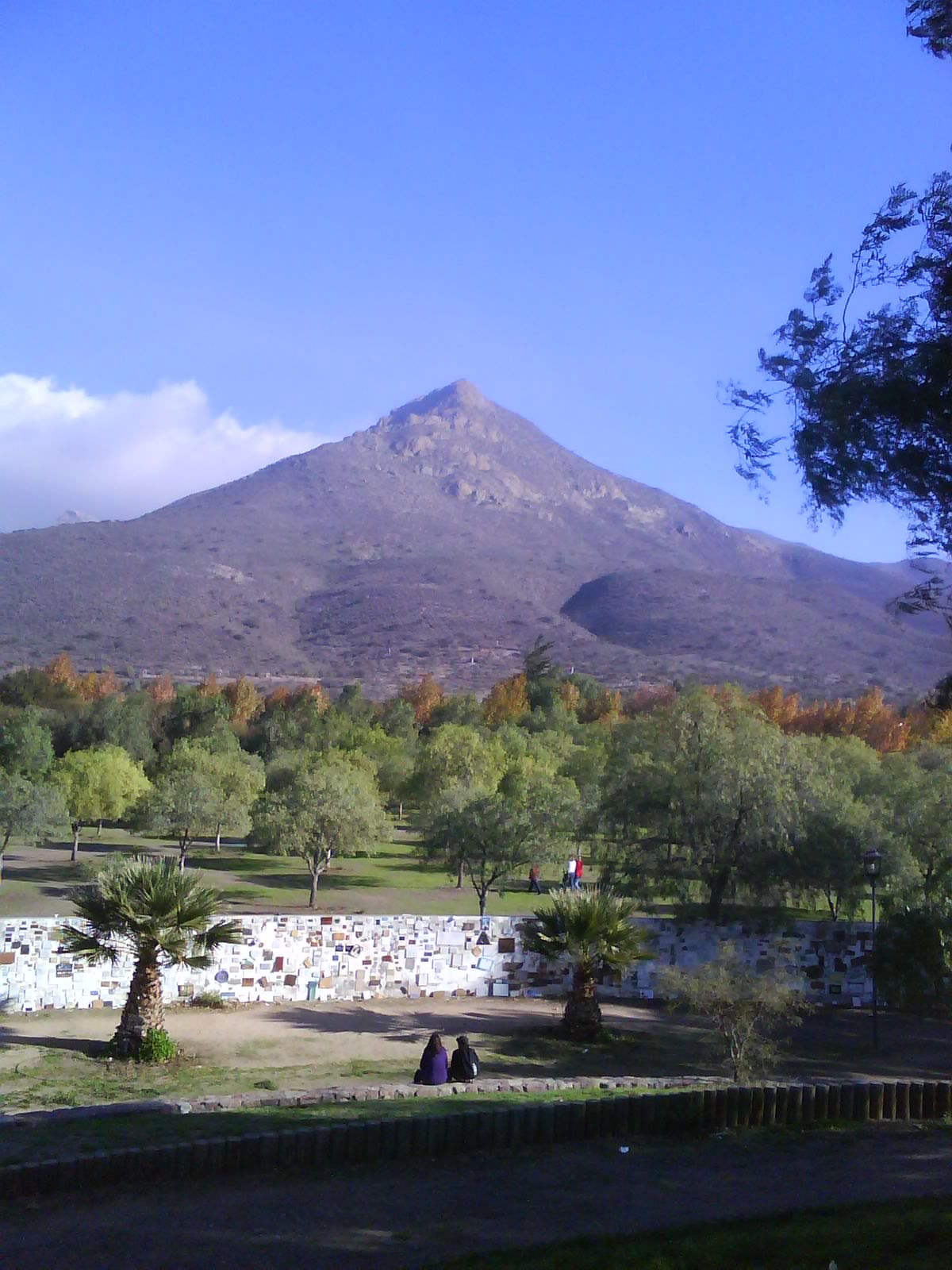

## Розташування
Місто розташоване за 90 км на схід від адміністративного центру області міста Вальпараїсо та за 10 км на захід від адміністративного центру провінції міста Лос-Андес.
Комуна межує:
- на півночі - з комуною Сан-Феліпі;
- на сході — з комуною Кальє-Ларга;
- на півдні - з комуною Коліна;
- на південному заході - з комуною Тільтіль;
- на заході - з комуною Лляйлляй.